# 2,4,5-三溴咪唑
2,4,5-三溴咪唑是一种有机溴化合物，化学式为C3HBr3N2。它可由咪唑、乙酸钠和溴在乙酸中反应制得。它和苄基氯甲醚在碳酸钾存在下反应，可以得到1-苄氧基甲基三溴咪唑。